# Huși
Huşi er en by i distriktet Vaslui i Rumænien.
Freden i Prut, der endte en russisk-tyrkisk krig i 1711, blev underskrevet i Huşi.
Født i Huşi:
- Corneliu Zelea Codreanu, rumænsk fascistisk leder i 20erne og 30erne
- Alexandru Ioan Cuza, forenet Rumæniens første prins